# Charles M. Braga Jr. Memorial Bridge
Die Charles M. Braga Jr. Memorial Bridge, auch bekannt als Braga Bridge, ist eine durchgehende Fachwerkbrücke für die Interstate 195 (Rhode Island–Massachusetts) über den Taunton River zwischen der Stadt Somerset und der Stadt Fall River. In der Nähe führt mündet der Quequechan River in die Mount Hope Bay, die ein Teil der Narragansett Bay ist. Die Braga-Brücke ist 5.780 Fuß (1.760 m) lang, 101,3 Fuß (30,9 m) breit und die Türme sind 254 Fuß (77 m) hoch. Sie ist eine der längsten Brücken in Massachusetts. 
Sie wurde am 15. April 1966 für den Verkehr freigegeben und ist eine wichtige Verbindung zwischen Providence (Hauptstadt von Rhode Island), Fall River, New Bedford und Cape Cod.

## Geschichte
In den frühen 1950er Jahren begannen die Planungen für eine neue Brücke, um die Überlastung der nahegelegenen Brücken Slade's Ferry und Brightman Street zu verringern und den geplanten Cape Cod Expressway über den Taunton River zu führen. Man plante zunächst, eine „Hochbrücke“ viel weiter nördlich in der Nähe der heutigen Veterans Memorial Bridge zu errichten, wobei eine Autobahn durch das nördliche Ende der Stadt in direkter Linie nach Wareham führen sollte. Im Jahr 1959 wurde die Funktion der neuen Brücke geändert, um die neue Interstate 195 über den Taunton River zu führen und Providence und New Bedford zu verbinden. Der Bau der Brücke begann 1959 und endete im Frühjahr 1966. 
Die Brücke wurde nach Charles M. Braga benannt, einem aus Fall River stammenden Portugiesen amerikanischer Abstammung, der 1941 bei dem Angriff auf Pearl Harbor getötet wurde.